# ساقدوش (فیلم ۱۹۹۸)
ساقدوش (ایتالیایی: Il testimone dello sposo) یک فیلم کمدی ایتالیایی به کارگردانی پوپی آواتی است که در سال ۱۹۹۸ منتشر شد.

## بازیگران
- دیگو آباتانتوئونو
- تونی سانتاگاتا
- اینس ساستره
- والریا دوبیچی
- اوگو کنتی
- سِـرِنا بناتو